# Collegio uninominale Piemonte 1 - 05 (2020)
Il collegio elettorale uninominale Piemonte 1 - 05 è un collegio elettorale uninominale della Repubblica Italiana per l'elezione della Camera dei deputati.

## Territorio
Come previsto dalla legge n. 51 del 27 maggio 2019, il collegio è stato definito tramite decreto legislativo all'interno della circoscrizione Piemonte 1.
È formato dal territorio di 103 comuni della città metropolitana di Torino: Airasca, Almese, Angrogna, Avigliana, Bardonecchia, Beinasco, Bibiana, Bobbio Pellice, Borgone Susa, Bricherasio, Bruino, Bruzolo, Buriasco, Bussoleno, Campiglione-Fenile, Candiolo, Cantalupa, Caprie, Carignano, Caselette, Castagnole Piemonte, Cavour, Cercenasco, Cesana Torinese, Chianocco, Chiomonte, Chiusa di San Michele, Claviere, Coazze, Condove, Cumiana, Exilles, Fenestrelle, Frossasco, Garzigliana, Giaglione, Giaveno, Gravere, Inverso Pinasca, La Loggia, Luserna San Giovanni, Lusernetta, Macello, Massello, Mattie, Meana di Susa, Mompantero, Moncalieri, Moncenisio, Nichelino, None, Novalesa, Orbassano, Osasco, Oulx, Pancalieri, Perosa Argentina, Perrero, Pinasca, Pinerolo, Piobesi Torinese, Piossasco, Piscina, Pomaretto, Porte, Pragelato, Prali, Pramollo, Prarostino, Rivalta di Torino, Roletto, Rorà, Roure, Rubiana, Salbertrand, Salza di Pinerolo, San Didero, San Germano Chisone, San Giorio di Susa, San Pietro Val Lemina, San Secondo di Pinerolo, Sant'Ambrogio di Torino, Sant'Antonino di Susa, Sauze di Cesana, Sauze d'Oulx, Scalenghe,   Sestriere, Susa, Torre Pellice, Trofarello, Usseaux, Vaie, Valgioie, Venaus, Vigone, Villafranca Piemonte, Villar Dora, Villar Focchiardo, Villar Pellice, Villar Perosa, Vinovo, Virle Piemonte e Volvera.
Il collegio è parte del collegio plurinominale Piemonte 1 - 02.

## Eletti
| Elezione | Elezione | Deputato      | Partito      |
| -------- | -------- | ------------- | ------------ |
|          | 2022     | Roberto Pella | Forza Italia |

## Dati elettorali

### XIX legislatura
Come previsto dalla legge elettorale, 147 deputati sono eletti con sistema a maggioranza relativa in altrettanti collegi uninominali a turno unico.
| Candidati                                 | Candidati               | Voti    | %     | Liste                          | Voti    | %     |
| ----------------------------------------- | ----------------------- | ------- | ----- | ------------------------------ | ------- | ----- |
|                                           | Roberto Pella ✔️ Eletto | 106 670 | 42,49 | Fratelli d'Italia              | 62 527  | 24,91 |
| Lega per Salvini Premier                  | Roberto Pella ✔️ Eletto | 106 670 | 42,49 | 23 686                         | 9,44    |       |
| Forza Italia                              | Roberto Pella ✔️ Eletto | 106 670 | 42,49 | 18 930                         | 7,54    |       |
| Noi moderati/Lupi - Toti - Brugnaro - UDC | Roberto Pella ✔️ Eletto | 106 670 | 42,49 | 1 527                          | 0,61    |       |
|                                           | Carmen Bonino           | 70 829  | 28,22 | Partito Democratico-IDP        | 48 522  | 19,33 |
| Alleanza Verdi e Sinistra                 | Carmen Bonino           | 70 829  | 28,22 | 10 912                         | 4,35    |       |
| +Europa                                   | Carmen Bonino           | 70 829  | 28,22 | 10 120                         | 4,03    |       |
| Impegno Civico - Centro Democratico       | Carmen Bonino           | 70 829  | 28,22 | 1 275                          | 0,51    |       |
|                                           | Antonella Pepe          | 33 789  | 13,46 | Movimento 5 Stelle             | 33 789  | 13,46 |
|                                           | Daniela Ruffino         | 20 751  | 8,27  | Azione - Italia Viva - Calenda | 20 751  | 8,27  |
|                                           | Marina Pittau           | 6 979   | 2,78  | Italexit                       | 6 979   | 2,78  |
|                                           | Marco Scibona           | 4 867   | 1,94  | Unione Popolare                | 4 867   | 1,94  |
|                                           | Vincenza Di Blasi       | 4 109   | 1,64  | Italia Sovrana e Popolare      | 4 109   | 1,64  |
|                                           | Annarita Platania       | 3 033   | 1,21  | Vita                           | 3 033   | 1,21  |
| Totale                                    | Totale                  | 251 027 | 100   |                                | 251 027 | 100   |
|                                           |                         |         |       |                                |         |       |
| Schede bianche                            | Schede bianche          | 3 126   | 1,18  |                                |         |       |
| Schede nulle                              | Schede nulle            | 9 857   | 3,73  |                                |         |       |
| Votanti                                   | Votanti                 | 264 010 | 66,52 |                                |         |       |
| Elettori                                  | Elettori                | 396 875 |       |                                |         |       |